# اوردرویل (یوتا)
اوردرویل (به انگلیسی: Orderville) شهری در ایالت یوتا کشور ایالات متحده آمریکا است که جمعیت آن در سرشماری سال ۲۰۱۰ میلادی، ۵۷۷ نفر بوده‌است.